# Estelle
Estelle Fanta Swaray (Hammersmith, Londres, Inglaterra, 18 de enero de 1980), conocida simplemente como Estelle, es una cantautora británica de soul, R&B, hip-hop y pop, ganadora de un premio Grammy.

## Biografía
Nació en el oeste de Londres. De madre senegalesa y padre granadino, es una de las artistas más respetadas del R&B británico. Trabajo con reconocidos artistas de la música como Will.i.am, Kanye West, John Legend, David Guetta, Ben Watt, Stevie Wonder, Cee-Lo Green, Talib Kweli, Hi-Tek, Chris Brown, Janelle Monáe, Rick Ross, Nas entre otros.
Estelle es reconocida por interpretar y escribir junto a David Guetta "One Love" y "American Boy" con Kanye West. Entre sus canciones más populares se encuentran "1980", "American Boy", "Thank You", "Break My Heart" con Rick Ross, "No Substitute Love", "Wait A Minute (Just A Touch)", "Come Over" con Sean Paul, "Star" usada para la publicidad de los jugos Cristal Light. En 2004 publicó su álbum debut The 18th Day, el cual llegó a los Top 40 de los charts de Reino Unido. El álbum lanzó tres singles "1980", "Free" y "Go Gone" de los cuales todos entraron y encabezaron en los Top 40 charts.
Era el 2008 y Estelle lanza su segundo álbum Shine, el cual fue certificado Disco de Oro en el Reino Unido. El primer sencillo "Wait A Minute (Just A Touch)" no llegó a posicionarse en ningún chart, sin embargo el segundo sencillo "American Boy" alcanzó el lugar #1 en Reino Unido y también se convirtió en la primera canción de Estelle en ingresar en las listas de los Estados Unidos y transformarse en un éxito mundial llegando a los primeros puestos en la mayoría de los países. De este álbum también se desprendieron tres sencillos más: "No Substitute Love", "Come Over (con Sean Paul) y "Pretty Please (Love Me)" con Cee-Lo Green.
Llega el 2012 y la británica lanzó su tercer álbum All of Me. El sencillo principal fue "Break My Heart" con la colaboración del rapero estadounidense Rick Ross, la canción alcanzó el número #30 en las listas de R&B de los Estados Unidos. El segundo sencillo "Thank You" llegó al #120 en el Billboard y #22 en el R&B Chart y el tercer sencillo "Back to Love" fue publicado. El trabajo de Estelle la hizo ganar numerosos premios y galardones, incluyendo dos premios MOBO (Music Of Black Origin), un premio WMA (Word Music Award) y un Grammy por "Mejor Colaboración de Rap Cantada" por "American Boy".
En 2013 Estelle forma parte junto a Sony BMG para lanzar un discográfica independiente. A mediados del mismo año editó una serie de EP titulado "Love&Happiness"(Amor&Felicidad) dividido en tres partes. El primer volumen es "Love Jones" encabezado por el sencillo "Call These Boys" que cuenta con un videoclip en YouTube y además es parte del soundtrack de la película "Ride Along" de Ice Cube y Kevin Hart. El segundo es "Waiting To Exhale" liderado por la canción "Be In Love" junto a Jeremih. Y el último volumen es "How Stella Got Her Groove Back" con el sencillo "Make Her Say (Beat It Up)" que también forma parte de su próximo álbum llamado "True Romance", que se estima que será publicado en septiembre del 2014.
Actualmente Estelle hace la voz del personaje "Garnet" en la serie Steven Universe de Cartoon Network y lanzó al mercado su EP Love & Happiness Vol. 3, que se puede descargar gratuitamente desde su web, con el video y letra de "Make Her Say (Beat It Up)".

## Discografía

### Álbumes
- The 18th Day (2004)
- Shine (2008)
- All of Me (2012)
- Love&Happines (2013) Series
  - Love Jones Vol.1
  - Waiting To Exhale Vol.2
  - How Stelle Got Her Groove Back Vol.3
- True Romance (2014)

### Sencillos
| Año  | Título                                         | Mejores posiciones en listas | Mejores posiciones en listas | Mejores posiciones en listas | Mejores posiciones en listas | Mejores posiciones en listas | Certificaciones                                           | Álbum        |
| Año  | Título                                         | UK                           | ALE                          | CAN                          | USA                          | USA R&B                      | Certificaciones                                           | Álbum        |
| ---- | ---------------------------------------------- | ---------------------------- | ---------------------------- | ---------------------------- | ---------------------------- | ---------------------------- | --------------------------------------------------------- | ------------ |
| 2004 | «1980»                                         | 14                           | —                            | —                            | —                            | —                            |                                                           | The 18th Day |
| 2004 | «Free»                                         | 15                           | —                            | —                            | —                            | —                            |                                                           | The 18th Day |
| 2005 | «Go Gone»                                      | 32                           | —                            | —                            | —                            | —                            |                                                           | The 18th Day |
| 2007 | «Wait a Minute (Just a Touch)» (con will.i.am) | —                            | —                            | —                            | —                            | —                            |                                                           | Shine        |
| 2008 | «American Boy» (con Kanye West)                | 1                            | 5                            | 9                            | 9                            | 55                           | - ALE: Oro - AUS: Platino - UK: Platino - USA: 2× Platino | Shine        |
| 2008 | «No Substitute Love»                           | 30                           | 72                           | —                            | —                            | —                            |                                                           | Shine        |
| 2008 | «Pretty Please (Love Me)» (con Cee Lo Green)   | 103                          | —                            | —                            | —                            | —                            |                                                           | Shine        |
| 2008 | «Come Over» (con Sean Paul)                    | —                            | 62                           | —                            | —                            | 56                           |                                                           | Shine        |
| 2010 | «Freak» (con Kardinal Offishall)               | 103                          | —                            | 83                           | —                            | —                            |                                                           | All of Me    |
| 2010 | «Fall in Love» (con Nas)                       | —                            | —                            | —                            | —                            | 71                           |                                                           | All of Me    |
| 2011 | «Break My Heart» (con Rick Ross)               | —                            | —                            | —                            | —                            | 33                           |                                                           | All of Me    |
| 2011 | «Thank You»                                    | —                            | —                            | —                            | 100                          | 15                           |                                                           | All of Me    |
| 2011 | «Back to Love»                                 | —                            | —                            | —                            | —                            | —                            |                                                           | All of Me    |
| 2012 | «Wonderful Life»                               | —                            | —                            | —                            | —                            | —                            |                                                           | All of Me    |

#### Colaborando con otros artistas
| Año  | Título                                                | Mejor posición | Álbum                                 |
| Año  | Título                                                | UK             | Álbum                                 |
| ---- | ----------------------------------------------------- | -------------- | ------------------------------------- |
| 2002 | «Trixstar» (Blak Twang con Estelle)                   | 54             | Kik Off                               |
| 2005 | «Outspoken Part 1» (Ben Watt con Estelle & Baby Blak) | 74             | Sencillo sin álbum                    |
| 2005 | «Why Go?» (Faithless con Estelle)                     | 49             | Forever Faithless - The Greatest Hits |
| 2008 | «Guilty as Charged» (Gym Class Heroes con Estelle)    | —              | The Quilt                             |
| 2009 | «World Go Round» (Busta Rhymes con Estelle)           | 66             | Back on My B.S.                       |
| 2009 | «One Love» (David Guetta con Estelle)                 | 46             | One Love                              |
| 2010 | «Rollacoasta» (Robin Thicke con Estelle)              | —              | Sex Therapy                           |
| 2015 | «The Night» (3LAU & Nom De Strip Feat. Estelle)       | –              | Sencillo sin álbum                    |
| 2017 | «Garden Shed» (Tyler, The Creator con Estelle)        | –              | Flower Boy                            |

## Premios y nominaciones
| Año  | Evento                     | Categoría                             | Trabajo nominado          | Resultado   |
| ---- | -------------------------- | ------------------------------------- | ------------------------- | ----------- |
| 2008 | BET Awards                 | Nueva Mejor Artista                   | Ella misma                | Nominado    |
| 2008 | BET J Virtual Awards       | Artista Femenina del Año              | Ella misma                | Nominado    |
| 2008 | BET J Virtual Awards       | Soul Approved – Mejor Nueva Artista   | Ella misma                | Ganador     |
| 2008 | BET J Virtual Awards       | Canción del Año                       | "American Boy"            | Nominado    |
| 2008 | Mercury Music Prize        | Mercury Music Prize                   | Shine                     | Shortlisted |
| 2008 | MOBO Awards                | Mejor Artista Femenina de Reino Unido | Ella misma                | Ganador     |
| 2008 | MOBO Awards                | Mejor Canción                         | "American Boy"            | Ganador     |
| 2008 | MOBO Awards                | Mejor Video                           | "American Boy"            | Nominado    |
| 2008 | MOBO Awards                | Mejor álbum                           | Shine                     | Nominado    |
| 2008 | MOBO Awards                | Mejor interpretación de R&B           | Ella misma                | Nominado    |
| 2008 | MTV Video Music Awards     | Mejor Vídeo del Reino Unido           | "American Boy"            | Nominado    |
| 2008 | UMA Awards                 | Mejor álbum                           | Shine                     | Nominado    |
| 2008 | UMA Awards                 | Mejor Colaboración                    | Ella misma                | Ganador     |
| 2008 | UMA Awards                 | Best Crossover Chart Act              | "American Boy"            | Nominado    |
| 2008 | UMA Awards                 | Mejor Actuación de R&B                | Ella misma                | Nominado    |
| 2008 | World Music Awards         | Mejor Nueva Artista Mundial           | Ella misma                | Nominado    |
| 2008 | World Music Awards         | Mejor artista de R&B                  | Ella misma                | Ganador     |
| 2008 | Vodafone Live Music Awards | Mejor artista femenina                | Ella misma                | Nominado    |
| 2008 | The 02 Silver Clef Awards  | Descarga del Año                      | "American Boy"            | Ganador     |
| 2009 | BRIT Awards                | Solista femenina británica            | Ella misma                | Nominado    |
| 2009 | BRIT Awards                | Canción británica                     | "American Boy"            | Nominado    |
| 2009 | Premios Grammy 2009        | Canción del año                       | "American Boy"            | Nominado    |
| 2009 | Premios Grammy 2009        | Mejor colaboración de rap/cantada     | "American Boy"            | Ganador     |
| 2009 | Premios Grammy 2009        | Productor del Año                     | will.i.am; "American Boy" | Nominado    |
| 2013 | Premios Grammy 2013        | Mejor interpretación de R&B           | "Thank You                | Nominado    |